# Africa Cup Sevens Femenino 2019
El Africa Sevens Femenino de 2019 fue la undécima edición del torneo de rugby 7 de África.
El torneo otorgó una plaza para el Torneo femenino de rugby 7 en los Juegos Olímpicos de Tokio 2020, además de 2 plazas para el Torneo Preolímpico Mundial Femenino de Rugby 7 2020.
Se disputó del 12 al 13 de octubre en la ciudad de Jemmal, Túnez.

## Fase de grupos

### Grupo A
| Equipo   | Encuentros | Encuentros | Encuentros | Encuentros | Tantos  | Tantos    | Tantos     | Puntos |
| Equipo   | jugados    | ganados    | empatados  | perdidos   | a favor | en contra | diferencia | Puntos |
| -------- | ---------- | ---------- | ---------- | ---------- | ------- | --------- | ---------- | ------ |
| Kenia    | 3          | 3          | 0          | 0          | 123     | 0         | +123       | 9      |
| Senegal  | 3          | 2          | 0          | 1          | 36      | 56        | −20        | 7      |
| Ghana    | 3          | 1          | 0          | 2          | 22      | 63        | −41        | 5      |
| Botsuana | 3          | 0          | 0          | 3          | 20      | 82        | −62        | 3      |

### Grupo B
| Equipo    | Encuentros | Encuentros | Encuentros | Encuentros | Tantos  | Tantos    | Tantos     | Puntos |
| Equipo    | jugados    | ganados    | empatados  | perdidos   | a favor | en contra | diferencia | Puntos |
| --------- | ---------- | ---------- | ---------- | ---------- | ------- | --------- | ---------- | ------ |
| Sudáfrica | 3          | 3          | 0          | 0          | 99      | 0         | +99        | 9      |
| Uganda    | 3          | 2          | 0          | 1          | 25      | 47        | −22        | 7      |
| Zimbabue  | 3          | 1          | 0          | 2          | 17      | 48        | −31        | 5      |
| Zambia    | 3          | 0          | 0          | 3          | 17      | 63        | −46        | 3      |

### Grupo C
| Equipo     | Encuentros | Encuentros | Encuentros | Encuentros | Tantos  | Tantos    | Tantos     | Puntos |
| Equipo     | jugados    | ganados    | empatados  | perdidos   | a favor | en contra | diferencia | Puntos |
| ---------- | ---------- | ---------- | ---------- | ---------- | ------- | --------- | ---------- | ------ |
| Madagascar | 3          | 3          | 0          | 0          | 89      | 7         | +82        | 9      |
| Túnez      | 3          | 2          | 0          | 1          | 76      | 14        | +62        | 7      |
| Marruecos  | 3          | 1          | 0          | 2          | 41      | 65        | −24        | 5      |
| Mauricio   | 3          | 0          | 0          | 3          | 0       | 120       | −120       | 3      |

## Fase Final

### Cuartos de final
| 13 de octubre | Sudáfrica | 42 - 0 | Marruecos |  |  |

| 13 de octubre | Madagascar | 24 - 5 | Senegal |  |  |

| 13 de octubre | Uganda | 0 - 33 | Túnez |  |  |

| 13 de octubre | Kenia | 36 - 5 | Zimbabue |  |  |

### Semifinales
| 13 de octubre | Sudáfrica | 29 - 0 | Madagascar |  |  |

- Madagascar clasifica al repechaje olímpico.

| 13 de octubre | Túnez | 0 - 19 | Kenia |  |  |

- Kenia clasifica a Tokio 2020.[2]
- Túnez clasifica al repechaje olímpico.

### Tercer puesto
| 13 de octubre | Madagascar | 5 - 0 | Túnez |  |  |

### Final
| 13 de octubre | Sudáfrica | 15 - 14 | Kenia |  |  |

| Bandera de Sudáfrica |
| Campeón Sudáfrica    |
| 9.no título          |